# Oxynoemacheilus chomanicus
Oxynoemacheilus chomanicus és una espècie de peix pertanyent a la família dels balitòrids i a l'ordre dels cipriniformes.

## Etimologia
El seu epítet, chomanicus, fa referència al seu lloc d'origen: el riu Choman al Kurdistan.

## Descripció
El cos, allargat, fa 6,7 cm de llargària màxima. 9-11 radis tous a l'aleta dorsal, 7-8 a l'anal, 10-12 a les pectorals i 7-8 a les pelvianes. No hi ha diferències significatives en la longitud de les aletes parelles entre mascles i femelles, però les dels mascles són força més arrodonides. Els mascles tenen uns pocs tubercles escampats a la major part del cap i del tronc, els quals esdevenen més densos al terç basal dels radis de les aletes pectorals, al quart basal dels radis de les aletes pelvianes, a una franja entre les bases de les aletes pelvianes, a les bases dels radis de l'única aleta dorsal, a les membranes branquiòstegues i a l'istme. Línia lateral contínua. Absència d'aleta adiposa. Aleta caudal més o menys truncada. És similar a Oxynoemacheilus zagrosesis, però amb el cos més esvelt dorsiventralment, sense gep i amb franges transversals corporals ben delimitades. Es diferencia dels seus congèneres per tindre, entre altres característiques, la línia lateral completa i l'aleta caudal feblement emarginada.

## Hàbitat i distribució geogràfica
És un peix d'aigua dolça, demersal i de clima subtropical, el qual viu a Àsia: és un endemisme de la conca del riu Choman al Kurdistan.

## Observacions
És inofensiu per als humans i el seu índex de vulnerabilitat és baix (17 de 100).